# Пудлингование

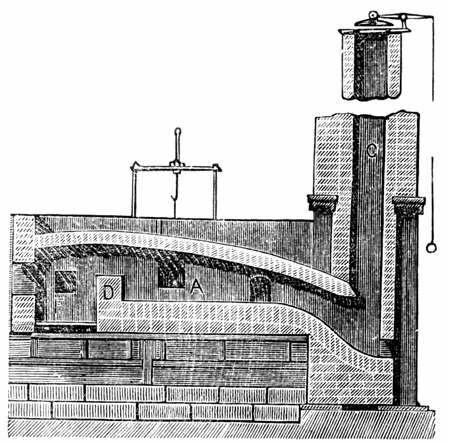
Пудлинговая печь. А — рабочий объём печи, С — труба с клапаном для регулирования силы тяги, D — порог, отделяющий металл в рабочем объёме от топлива, F — колосниковая решётка, на которой находится горящее топливо (уголь).

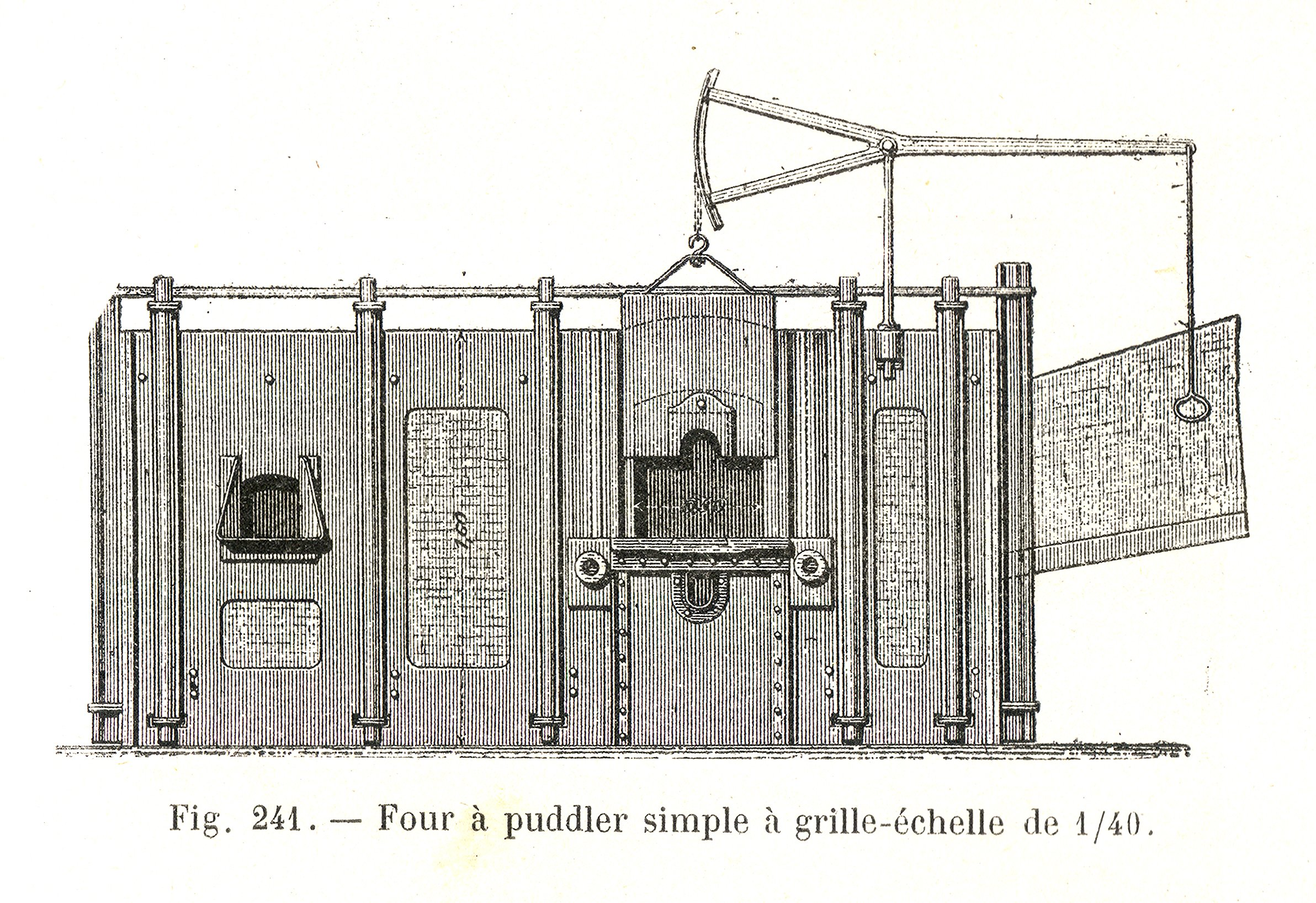
Пудлинговая печь, 1895 год

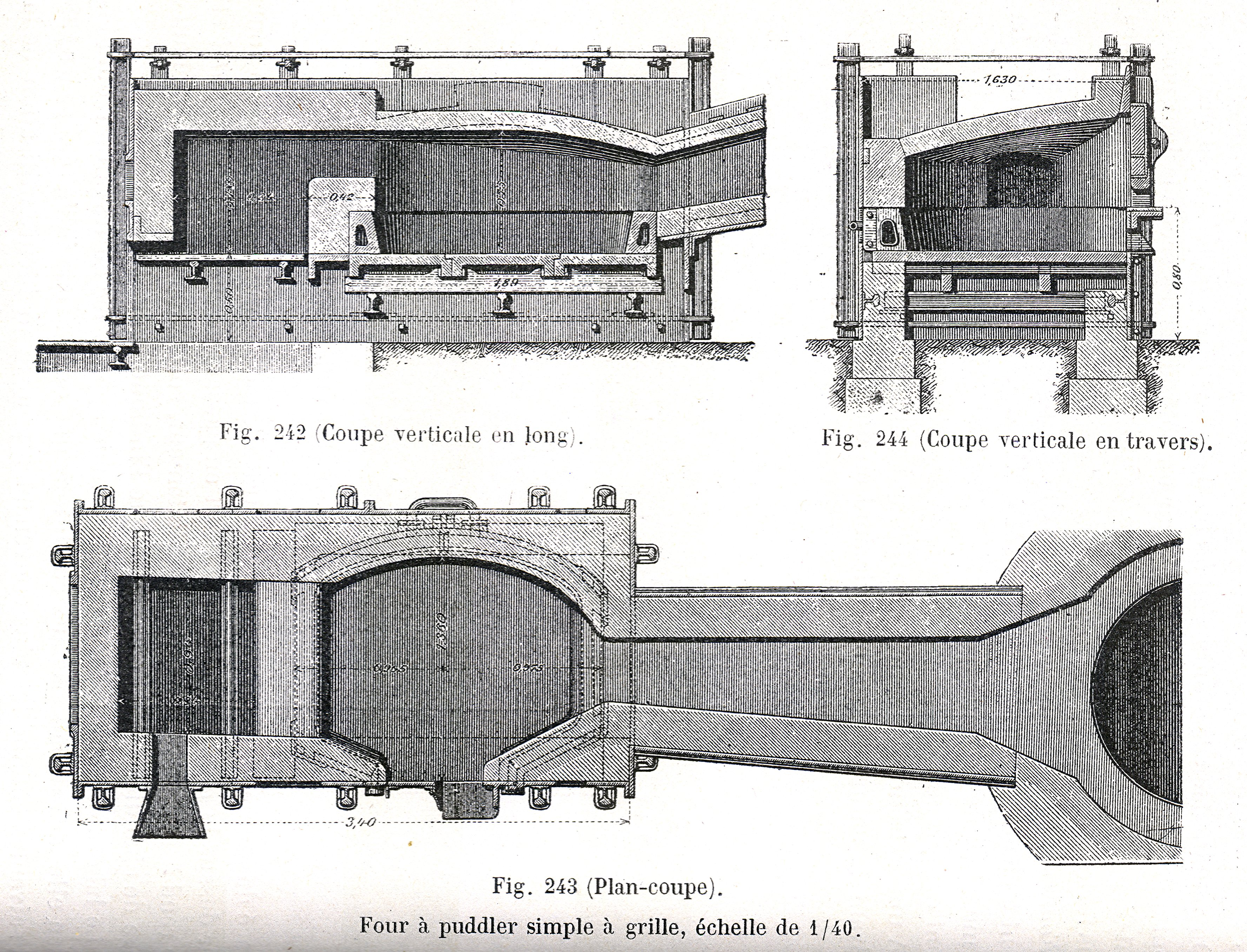
Пудлинговая печь

Пудлингование (англ. puddling) — устаревший металлургический процесс преобразования (передела) чугуна в мягкую малоуглеродистую сталь. Суть процесса состоит в расплавлении чугуна в специальной печи без контакта с топливом и перемешивании расплавленного металла специальными штангами, на которых налипают частички расплавленной стали, постепенно формируя тестоподобную крицу массой до 40—60 кг. На выходе из пудлинговой печи полученную крицу проковывают и отправляют на плющение. Пудлинговая сталь хорошо сваривается, обладает высокой пластичностью, содержит мало примесей (фосфора, серы, неметаллических включений).
Пудлингование — устаревший способ получения железа, он был вытеснен более совершенными процессами — бессемеровским, томасовским и мартеновским, а впоследствии — электроплавкой и кислородно-конвертерным процессом.
Пудлингование — один из наиболее трудоёмких способов получения стали, требующий крайне тяжёлого физического труда. Пудлинговщики работали в тяжёлых условиях, перемешивая металлической штангой смесь расплавленного металла и шлаков. При перемешивании на штангу налипал металл, а расплав становился более вязким. На конечной стадии процесса пудлинговщики длинными ломами разламывали тяжёлую тестоподобную массу на несколько кусков, затем сплавляли их в печи и повторяли процесс несколько раз. За 12-часовую смену пудлинговщики делали до 9 плавок.

## История

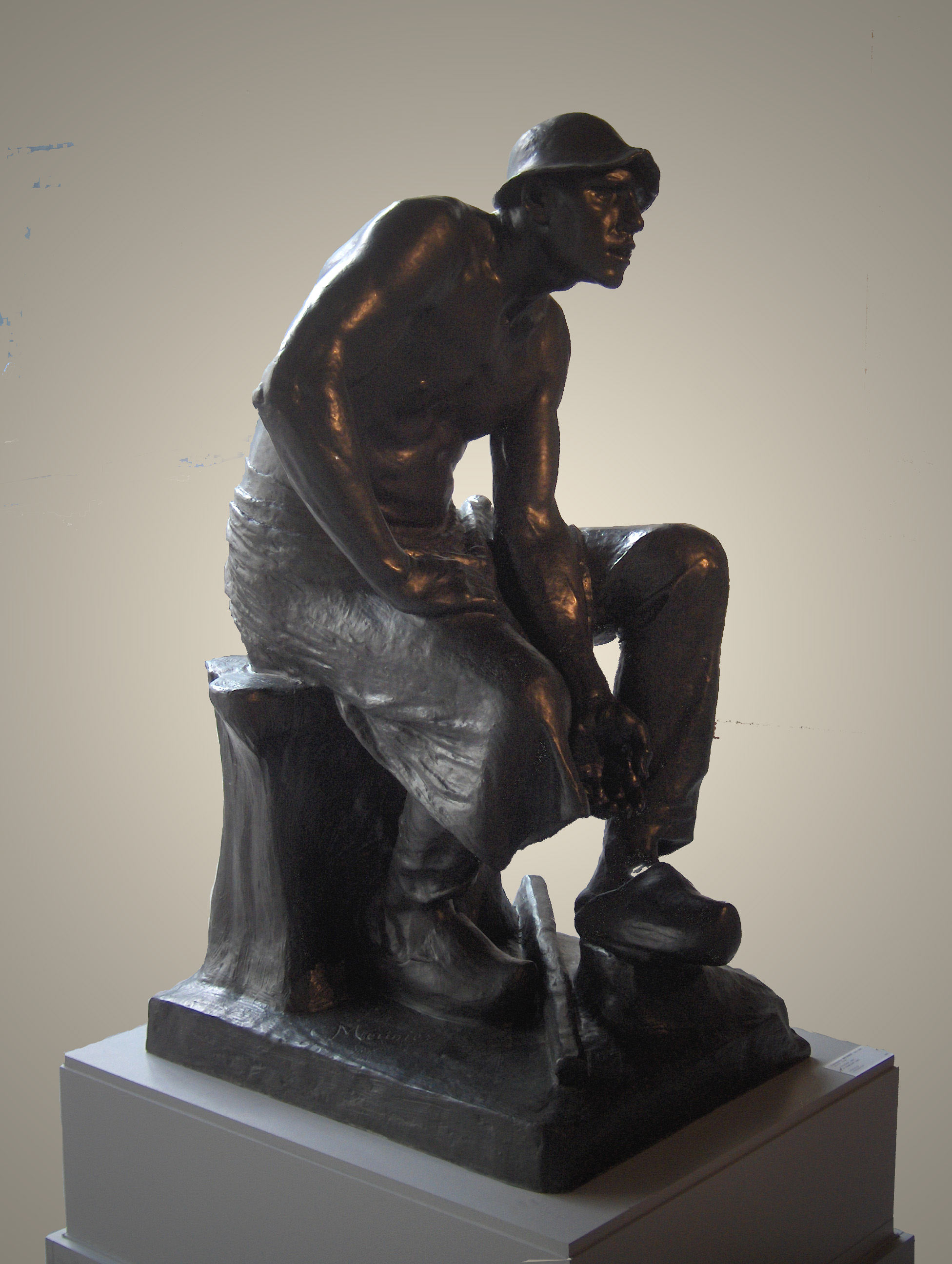
Пудлинговщик. Скульптор — Константин Менье

Впервые идея перемешивания расплавленного чугуна с обдуванием его воздухом появилась в китайском трактате «Хайнань-цзи», датированном 122 годом до н. э.
Технологический процесс пудлингования был разработан во второй половине XVIII века английским металлургом Генри Кортом, получившим патент в 1784 году. Следующее столетие пудлингование являлось основным способом переработки чугуна в сталь и сошло на нет через несколько десятков лет после появления новых технологий. В романе Жюля Верна «Пятьсот миллионов бегумы» (1879) в стальном городе Штальштадт зафиксирована практика пудлингования.
В СССР пудлингование применялось до 1930-х годов.